# Pacific Comics
Pacific Comics est une entreprise américaine spécialisée dans la bande dessinée, fondée dans les années 1970 par les frères Steve et Bill Schanes (en), qui ouvrent une librarie spécialisée en 1974 puis accompagnent l'essor du direct market en devenant l'un des principaux distributeurs de comic books.
En 1981, ils se lancent dans l'édition de bande dessinée. Proposant aux auteurs de conserver leurs droits sur les titres, ils attirent deux auteurs reconnus, Jack Kirby (Captain Victory and the Galactic Rangers et Silver Star) et Mike Grell (Starslayer (en)) et publient un jeune auteur Dave Stevens dont la série Rocketeer s'avère rapidement un succès public.
Confronté à d'importantes difficultés financières liées à la mauvaise gestion de sa branche distribution, Pacific Comics cesse de publier de nouveaux titres en août 1984, sa compagnie mère Blue Dolphin Enterprises est mise en liquidation le 22 septembre. Ses centres de distribution sont rachetés par Capital City Distribution (en) et Bud Plant Inc. (en).